# فوتبال در کره شمالی

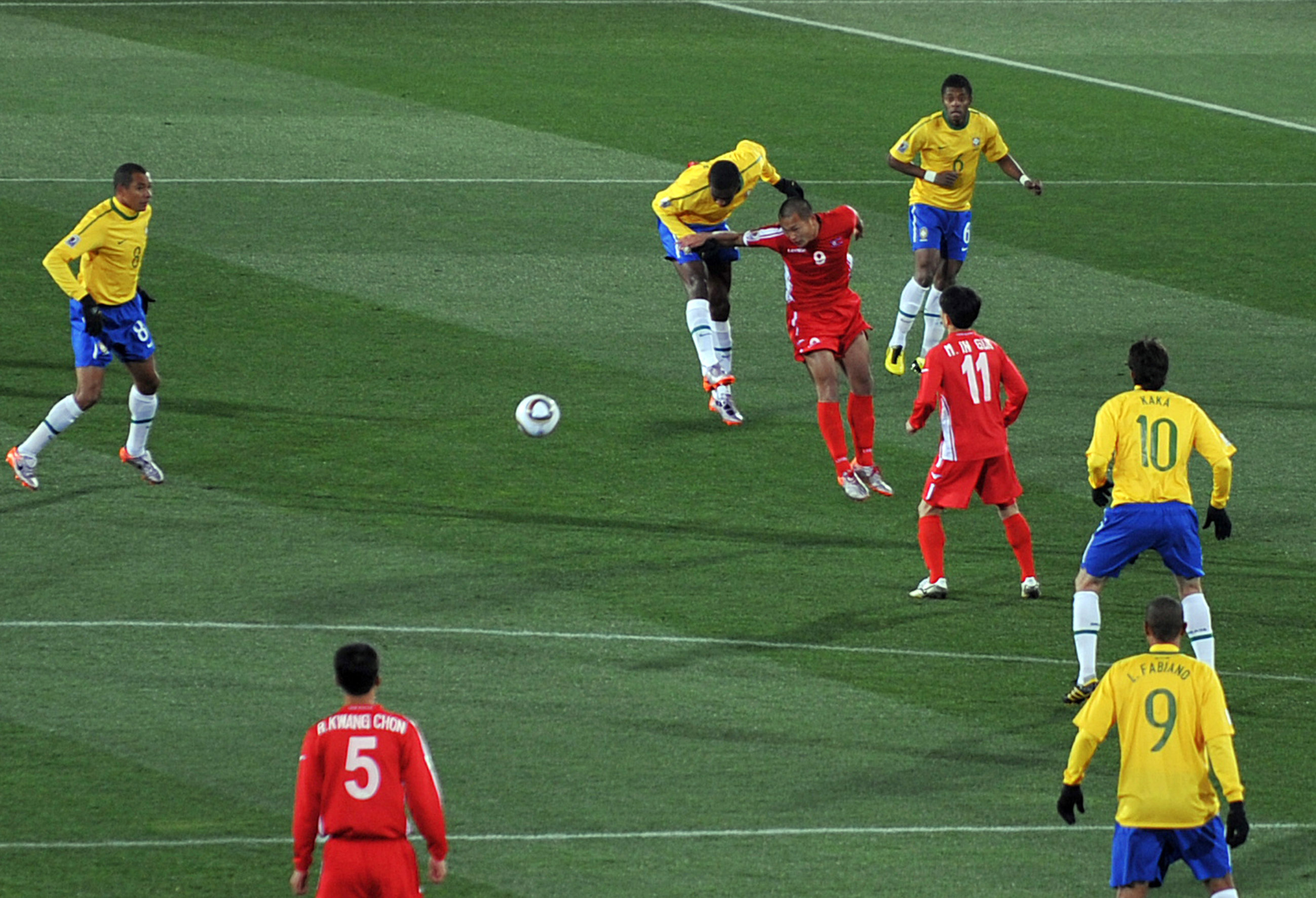
دیدار تیم ملی فوتبال کره شمالی و برزیل در مسابقات جام جهانی ۲۰۱۰‌. تیم فوتبال کره شمالی با نتیجهٔ ۲ بر ۱ در این دیدار شکست خورد.

فوتبال پرطرفدارترین ورزش در کره شمالی است. فوتبال در این کشور توسط فدراسیون فوتبال کره شمالی اداره می‌شود که در سال ۱۹۴۵ تأسیس شد.
بر خلاف تیم مردان، تیم ملی فوتبال زنان کره شمالی تماماً متشکل از زنان زاده کره شمالی است و بسیار موفق‌تر از تیم مردان این کشور است. این تیم در جام جهانی فوتبال زنان ۲۰۰۷ به یک چهارم نهایی رسید و نیز در جام ملت‌های زنان آسیا ۲۰۰۸ قهرمان شد.